# Jonathan Hall Kovacs
Jonathan Hall Kovacs, aussi appelé Johnny Kovacs ou Jon K, né le 20 octobre 1969 en Californie, est un acteur américain. Sourd-muet, il est surtout connu pour le rôle de Matthew Rogers, « l'enfant sauvage », dans la série La Petite Maison dans la prairie.

## Nomination
Nommé au Young Artist Award en 1984 comme Meilleur Jeune Acteur dans une série dramatique pour The Family Tree.

## Filmographie
- Gideon's Crossing (2001) : John
- Supercopter (1985) : Raf
- The Family Tree (1983) : Toby Benjamin
- La Petite Maison dans la prairie (1982-1983) : Matthew Rogers
- The Six of Us (1982) : Toby Benjamin
- Hôpital central